# Bondování

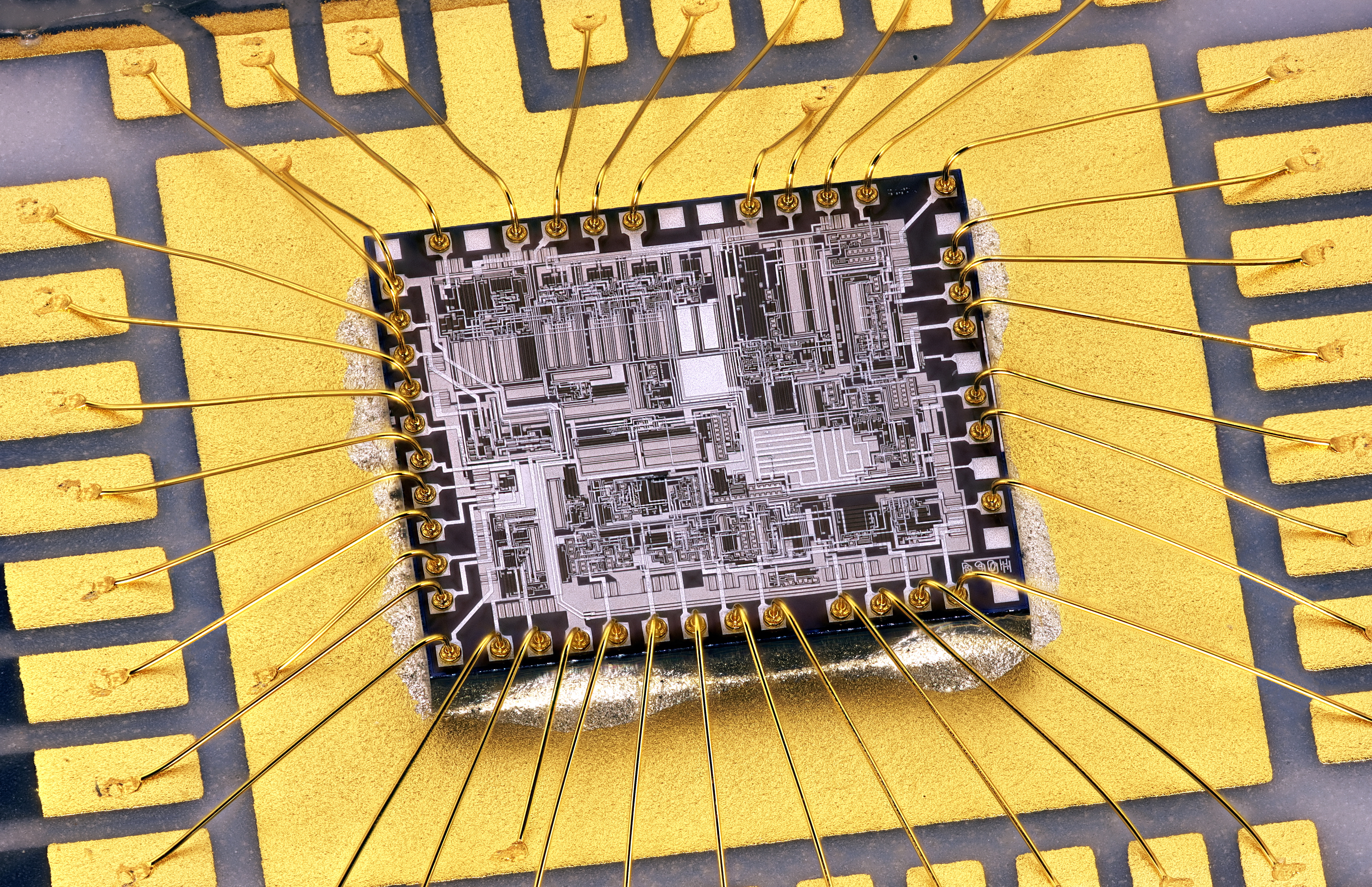
Čip v integrovaném obvodu mezifrekvenčního zesilovače a demodulátoru 071R01 je bondován ke kontaktním ploškám zlatými drátky

Bondování (anglicky: Wire Bonding) je metoda pevného spojení součástek (čipů) s deskou plošného spoje pomocí jemných drátků obvykle ze zlata nebo hliníku o vysoké čistotě, přivařených pomocí termokomprese, ultrazvukem nebo termosonicky ke kontaktní plošce.
Bondování se také používá u spojů s požadavkem na co nejmenší termoelektrické napětí, které může vznikat při spojení kovů. Bondováním (převážně zlatým drátkem) vzniká dlouhodobě nejspolehlivější spojení bez termických šumů.
Metody:
- Termokomprese – zlatý drátek, spojení probíhá působením tepla a tlaku
- Ultrasonicky – hliníkový drátek, spojení probíhá působením tlaku a ultrazvuku
- Termosonicky – kombinace tepla a ultrazvuku